# کایپرونتا
کایپرونتا (به لاتین: Kyperounta) یک روستا در قبرس است که در ناحیه لیماسول واقع شده‌است.

## خصوصیات
کایپرونتا ۱٬۴۹۷ نفر جمعیت دارد.